# Maurice Nicolot
Maurice Andre Nicolot (* 30. September 1935 in Saffloz, Bourgogne-Franche-Comté; † 8. März 1975 in Dijon, Bourgogne-Franche-Comté) war ein französischer Romanist.

## Leben und Werk
Nicolot bestand die Agrégation und lehrte an der Universität Dijon. Er gehörte (unter dem Namen Maurice Bercy) zu der 1954 von André Baudry (* 1922) gegründeten Homophilen-Vereinigung Groupe Arcadie. Er fiel einem Mord zum Opfer.

## Werke
- Le courage de Montaigne, Paris 1961
- „La pensée de Montaigne. L’art et le style. La place de Montaigne“, in: Manuel d’histoire littéraire de la France, hrsg. von Pierre Abraham und Roland Desné. Bd. 1. Des origines à 1600, hrsg. von Jean-Charles Payen und Henri Weber (Romanist), Paris 1965, S. 382–397